# Кип слободе
Кип слободе (енгл. Statue of Liberty) је споменик у Њујорку познат и под називом „Слобода осветљава свет“ (енгл. Liberty Enlightening the World). Висок је 46,5 m, чему треба додати и 46,9 m високо постоље. Налази се на Острву слободе и представља поклон Француске САД као чин пријатељства 1886. године. Скулптор споменика је Фредерик Бартолди, а унутрашњу конструкцију је израдио чувени инжењер Гистав Ајфел (пројектант Ајфелове куле).

## Историја
Кип слободе представља пријатељство и помоћ коју је Француска дала америчким насељеницима у њиховој борби за независност од Велике Британије која је почела 1776. године. Кип стоји на острвцету испред Њујорка од 1886. године.
Носећу конструкцију Кипа слободе предложио и конструисао је француски грађевинар поред осталог и конструктор париске Ајфелове кула Гистав Ајфел.
Најпре је вајар Фредерик Бартолди предложио мали глинени модел у висини доспелог човека. Други модел је био висине 3 метра. Трећи модел је био четири пута мањи од кипа у природној величини. Четврти модел је био у природној стварној величини. По моделу је била одливена скулптура у бакру. Готова скулптура је предата америчкој амбасади и била је растављена на делове и допремљена је француским бродом у Њујорк. У Њујорку је састављана две године.
Временом је кип постао симбол Америке. Током века који је прошао дошло је до великих оштећења скулптуре и реконструисана је захваљујући јавном добровољном приходу средстава за реконструкцију скулптуре.
Године 1984. Кип слободе је уврштен у културну баштину UNESCO.
Кип слободе је био први симбол САД који би емигранти угледали приликом доласка на емигрантски пријем на острву Елис које је удаљено тек око 1 km. Између 1880. и 1914. број емиграната у САД је досегао број од 22 милиона, углавном из јужне и источне Европе, а који су углавном ушли кроз пристаниште на острву Елис.
Приступ балкону на бакљи Кипа слободе је ограничен због сигурности посетилаца још од 1916. године. Кип слободе је током готово целе 1938. године био затворен због обнове, као и од 1984. до 1986. године, када су замењене бакља и већи део унутрашње конструкције. Кип је такође био затворен и након напада 11. септембра 2001. године, због сигурности. Пиједестал је отворен тек 2004, а остатак кипа 2009. године, с ограничењима у броју посетилаца којима је дозвољен успон на круну. Од 28. августа 2012. године Кип слободе је поново затворен ради уградње додатног помоћног степеништа и других сигурносних детаља, али је Острво Слободе остало отворено.

## Процес дизајна и изградње

### Порекло
Према Служби националних паркова САД, идеју за Кип слободе је предложио Едуар Лабуле, председник Француског антиробовског друштва, проминентан и важан политички мислилац свог времена. Пројекат се може прати до разговора средином 1865. године између одлучног аболиционисте Лебулеа, и вајара Фредерика Бартолдија. Сматра се да је у вечерњем разговору у свом дому у близини Версаја, Лабуде, ватрени поборник Уније у Америчком грађанском рату, рекао: „Ако би у Сједињеним Државама требало да се подигне споменик, као сећање на стицање своје независност, сматрам да би једино било природно да буде изграђен уједињеним напорима - заједничким радом обе наше нације.” Служба националних паркова, је у свом извештају из 2000. године, међутим, сматрала да је ово легенда која је произашла из брошуре за прикупљање средстава из 1885. године, а да је статуа највероватније замишљена 1870. године. У једном другом есеју на њиховој веб страници, Служба националних паркова сугерише да је Лабуле желео да ода почаст победи Уније и последицама таквог исхода, „Са аболицијом ропства и победом Уније у грађанском раду из 1865, Лабулеове жеље за слободом и демократијом су претворене у реалност у Сједињеним Државама. Да би се одало поштовање тим достигнућима, Лабуле је предложио да се у име Француске изгради поклон за Сједињене Државе. Лабуле се надао да ће посвећивањем пажње недавним достигнућима Сједињених Држава, француски народ бити инспирисан да захтева да се њихова сопствена демократија суочи са репресивном монархијом.”
Према вајару Фредерику Бартолдију, који је касније испричао причу, Лабулеов коментар није био предвиђен као предлог, али је инспирисао Бартолдија. Имајући у виду репресивну природу режима Наполеона III, Бартолди није предузео никакву хитну акцију по тој идеји, осим што је о томе водио дискусије са Лабулеом. Бартолди је и иначе био заузет другим могућим пројектима; крајем 1860-их, он је предложио Исмаил паши, кедиву Египта, план да изгради кип Прогреса, или Египат носи светлост у Азију, огромни светионик у облику древне египатске жене fellah или сељанке, одевене и са бакљом у руци, на северном улазу у Суецки канал у Порт Саиду. Скице и модели су направљени за предложени пројекат, али кип није био изграђен. Постојао је и класични преседан за Суецки предлог, Колос са Родоса: античка бронзана статуа грчког бога сунца, Хелија. За тај кип се сматра да је био преко 100 ft (30 m) висок, и да је попут Кипа слободе стајао на улазу у луку и држао светиљу према којој су се равнали бродови.
Било који велики пројекат је био касније одложен због Француско-пруског рата, у коме је Бартолди служио као мајор милиције. Током рата, Наполеон III је био заробљен и свргнут. Провинција из које Бартолди води порекло, Алзас, је припала Пруској (Алзас-Лорена), а либералнија република је била успостављена у Француској. Како је Бартолди планирао пут у Сједињене Државе, он и Лабуле су одлучили да је било право време да дискутује ту идеју са утицајним Американцима. У јуну 1871, Бартолди је прешао Атлантик, носећи са собом писма која би му омогућила да се представи значајним људима, а која је потписао Лабуле.
По приспећу у Њујоршку луку, Бартолди се усредсредио на Бедлоево острво (које се сад зове Острво Слободе) као локацију за кип, подстакнут чињеницом да су бродови који су стизали у Њујорк морали да плове поред њега. Био је усхићен кад је сазнао да је острво у власништву владе Сједињених Америчких Држава, јер га је Њујоршко законодавно тело уступило 1800. године ради одбране луке. Оно је стога, како је навео у писму Лебулу: „земљиште које је заједничко свим државама”. Осим сусрета са многим утицајним Њујорчанима, Бартолди је посетио председника Јулисиза Симпсона Гранта, који га је уверио да не би било тешко да се добије та локација за кип. Бартолди је два пута прешао Сједињене Државе железницом и сусрео се са многим Американцима за које је он мислио да ће подржати пројекат. Међутим, он је остао забринут због чињенице да јавно мњење на обе стране Атлантика није у довољној мери подржавало овај предлог, те су он и Лабуле одлучили да сачекају пре него што ће започети јавну кампању.
Бартолди је направио први модел свог концепта 1870. године. Син Бартолдијевог пријатеља, амерички уметник Џон Лафаџ, касније је тврдио да је Бартолди направио прве скице за кип током своје посете Сједињених Држава док је боравио у Лафаџовом студију у Роуд Ајланду. Бартолди је наставио да развија концепт по свом повратку у Француску. Он је исто тако радио на бројним скулптурама које су биле дизајниране да се поткрепе француски патриотизам након пораза у сукобу са Прусима. Једна од тих је био Белфорски лав, монументална скулптура уклесана у пешчанику испод тврђаве Белфорт, која се током рата одупирала пруској опсади више од три месеца. Пркосни лав, дуг 73 ft (22 m) и упола толико висок, приказује емотивни квалитет карактеристичан за романтизам, који је Бартолди касније отелотворио у Кипу слободе.

### Дизајн, стил и симболизам
Бартолди и Лабуле су разматрали могуће начине којима би се најбоље изразила идеја америчке слободе. У раној америчкој историји, две женске фигуре су често кориштене као културни симболи нације. Један од тих симбола, персонификација Колумбије, је сматрана отелотворењем Сједињених Држава на начин на који је Британија била идентификована у Уједињеном Краљевству, а Маријана постала представник Француске. Колумбија је заменила ранију фигуру индијанске принцезе, коју је део јавности сматрао нецивилизованом и понижавајућом за Американце. Друга значајна женска икона у америчкој култури је била репрезентација слободе, изведена из Либартас, богиње слободе која је била широко обожавана у античком Риму, посебно међу еманципованим робовима. Либертасина фигура је украшавала већину америчких кованица тог времена, и њене репрезентације су се појављивале у популарној и грађанској уметности, укључујући Томас Крофордов рад Статуа слободе (1863) на врху куполе зграде Капитола Сједињених Држава.
Артисти 18. и 19. века су који су тежили да евоцирају републиканске идеале често су користили репрезентације Либертас као алегоријски симбол. Фигура слободе је исто тако приказана на великом печату Француске. Међутим, Бартолди и Лабуле су избегли приказ револуционарне слободе као што је приказана на Ежен Делакроевој познатој слици Слобода води народ (1830). У тој слици, којом се комеморише француска Револуција из 1830. године, полу-нага Слобода предводи наоружану масу преко тела палих бораца. Лабуле није имао симпатије за револуцију, и стога је Бартолдијева фигура потпуно обучена у грациозну одору. Уместо утиска насиља у Делакроевом раду, Бартолди је желео да произведе у свом делу смирен изглед. Он је изабрао да фигура држи бакљу, која представља прогрес.

## Реплике и верзије
Статуе слободе разних величина постоје у Паризу, као и у још неколико француских градова. Бартолди је 1900. израдио умањену верзију за потребе Светске изложбе 1900. Ова скулптура се налазила у Луксембуршком парку у Паризу од 1905. до 2014, када је премештена испред Музеја Орсе, а на њено место је постављена новоизливена бронзана копија. У Колмару, Бартолдијевом месту рођења, 2004. године, на стоту годишњицу његове смрти подигнута је дванаест метара висока реплика ове статуе..
Оригинална скулптура у гипсу висине 2,86 метара, на основу које је конструисан њујоршки споменик, чува се у Музеју уметности и заната (фр. Musée des Arts et Métiers) у Паризу.
Поред ових, постоје и десетине различитих верзија у САД и многим другим земљама света.

## Својства
Кип слободе, један од симбола САД, представља персонификацију слободе, римску богињу Libertas с уздигнутом руком у којој држи бакљу, док јој је испод друге руке tabula ansata (вотивна плоча са законима) на којој је написан датум потписивања Америчке декларације о независности, 4. јул 1776. Испод њених ногу лежи прекинути ланац који симболизује стицање слободе, тј. независност САД.
Без спојница је кип висок 46,05 м, а с подножјем 93 м. Састоји се од бакарне овојнице коју држи челични оквир. Овојница је настала према изворној Бертолдијевој гипсаној скулптури. Укупна тежина кипа износи 225 тона. Опсег кипа је до 10,6 метара, уста су широка 91 центиметар, а кажипрст је дуг 2,4 метра. Круна са седам кракова, инспирисана круном Колоса са Родоса, једног од седам светских чуда антике, је симбол слободе на седам мора и седам континената.